# 지나 파견군
지나파견군(支那派遣軍 시나하켄군[*])은 일본 제국 육군의 총군 중 하나이다. 장쑤성 난징에 본부를 두고 중일전쟁에 참전하는 모든 육군부대를 총괄하였다. 통칭호는 栄集団 에이슈단[*], 군대부호는 CGA.

## 지휘부

### 총사령관
| # | 성명            | 취임일           | 이임일 |
| - | --------------- | ---------------- | ------ |
| 1 | 니시오 도시조   | 1939년 9월 12일  | ?      |
| 2 | 하타 슌로쿠     | 1941년 3월 1일   | ?      |
| 3 | 오카무라 야스지 | 1944년 11월 23일 | 종전   |

### 총참모장
| # | 성명                | 취임일          | 이임일 |
| - | ------------------- | --------------- | ------ |
| 1 | 이타가키 세이시로   | 1939년 9월 4일  | ?      |
| 2 | 우시로쿠 준         | 1941년 7월 7일  | ?      |
| 3 | 가와베 마사카즈     | 1942년 8월 17일 | ?      |
| 4 | 마쓰이 다쿠로       | 1943년 3월 18일 | ?      |
| 5 | 고바야시 아사사부로 | 1945년 2월 1일  | 종전   |

### 총참모부장
| #  | 성명              | 취임일           | 이임일           |
| -- | ----------------- | ---------------- | ---------------- |
| 1  | 스즈키 소사쿠     | 1939년 9월 4일   | 1939년 12월 1일  |
| 2  | 혼다 마사키       | 1939년 12월 1일  | 1940년 10월 28일 |
| 3  | 쓰치하시 유이쓰   | 1939년 10월 28일 | 1941년 9월 15일  |
| 4  | 노다 겐고         | 1941년 10일      | 1942년 12월 1일  |
| 5  | 가라카와 야스오   | 1942년 12월 1일  | 1944년 12월 14일 |
| 6  | 오치아이 진쿠로   | 1942년 12월 1일  | 1944년 5월 30일  |
| 7  | 나가쓰 사히시게   | 1942년 8월 17일  | 1944년 3월 22일  |
| 8  | 가와모토 요시타로 | 1944년 3월 22일  |                  |
| 9  | 이마이 다케오     | 1944년 8월 30일  |                  |
| 10 | 사토 겐료         | 1944년 12월 14일 | 1945년 4월 7일   |
| 11 | 오카다 주이치     | 1945년 4월 7일   | 종전             |

### 상하이 육군부장
| # | 성명              | 취임일          | 이임일          |
| - | ----------------- | --------------- | --------------- |
| 1 | 나가쓰 사히시게   | 1942년 8월 17일 | 1944년 3월 22일 |
| 2 | 가와모토 요시타로 | 1944년 3월 22일 | 종전            |

총참모부장이 겸임하였다.

### 고급참모/제1과장
| # | 성명              | 취임일          | 이임일 |
| - | ----------------- | --------------- | ------ |
| 1 | 기미히라 마사타케 | 1939년 9월 12일 | ?      |
| 2 | 사나다 조이치로   | 1940년 1월 10일 | ?      |
| 3 | 미야노 마사토시   | 1941년 2월 5일  | ?      |
| 4 | 아마노 마사카즈   | 1942년 12월 1일 | ?      |
| 5 | 이모토 구마오     | 1944년 8월 14일 | ?      |
| 6 | 사카키바라 가즈에 | 1944년 10월 6일 | ?      |
| 7 | 니시우라 스스무   | 1945년 3월 9일  | 종전   |

## 부대
- 북지나 방면군
  - 제1군
    - 제114사단
    - 독립혼성 제3여단
    - 독립혼성 제10여단
    - 독립혼성 제14여단

  - 제12군
    - 제110사단
    - 제115사단
    - 전차 제3사단
    - 기병 제4여단
    - 독립혼성 제3여단
    - 독립혼성 제10여단
    - 독립혼성 제14여단

  - 주몽군
    - 제118사단
    - 독립혼성 제2여단

  - 제43군
    - 제47사단
    - 독립혼성 제5여단
    - 독립보병 제1여단

  - 독립혼성 제1여단
  - 독립혼성 제8여단
  - 독립혼성 제9여단
  - 독립보병 제2여단
- 제6방면군
  - 제11군
    - 제58사단
    - 독립혼성 제22여단
    - 독립혼성 제88여단

  - 제20군
    - 제64사단
    - 제68사단
    - 제116사단
    - 독립혼성 제81여단
    - 독립혼성 제82여단
    - 독립혼성 제86여단
    - 독립혼성 제87여단

  - 제132사단
  - 독립혼성 제17여단
  - 독립혼성 제83여단
  - 독립혼성 제84여단
  - 독립혼성 제85여단
  - 독립보병 제5여단
  - 독립보병 제7여단
  - 독립보병 제12여단
- 제13군
  - 제60사단
  - 제61사단
  - 제65사단
  - 제69사단
  - 제161사단
  - 독립혼성 제90여단
  - 독립혼성 제92여단
  - 독립보병 제6여단
- 제6군
  - 제70사단
  - 제133사단
  - 독립혼성 제62여단
  - 독립혼성 제89여단
  - 독립혼성 제91여단
- 제23군
  - 제104사단
  - 제129사단
  - 제130사단
  - 독립혼성 제23여단
  - 독립보병 제8여단
  - 독립보병 제13여단
- 제3사단
- 제13사단
- 제27사단
- 제34사단
- 제40사단
- 제131사단
- 제13비행사단

## 같이 보기
- 상하이 파견군; 1932년 2월 ~ 6월; 1937년 8월 15일 ~ 1938년 2월 14일
- 지나 주둔군; 1901년 6월 1일 ~ 1937년 8월 26일
- 중지나 파견군; 1937년 11월 7일 ~ 1938년 2월 14일
- 남지나 파견군; 1940년 2월 9일 ~ 1941년 6월 28일

## 참고 자료
- 秦郁彦 (2005). 《日本陸海軍総合事典》 (일본어) 2판. 도쿄 대학 출판회.
- 外山操 (1987).  森松俊夫, 편집. 《帝国陸軍編制総覧》 (일본어). 芙蓉書房.